# Ianthopsis nodosa
Ianthopsis nodosa är en kräftdjursart som beskrevs av Vanhoeffen 1914. Ianthopsis nodosa ingår i släktet Ianthopsis och familjen Acanthaspidiidae. Inga underarter finns listade i Catalogue of Life.